# HD 34266
HD 34266 är en ensam stjärna i den mellersta delen av stjärnbilden Duvan. Den har en skenbar magnitud av ca 5,73 och är svagt synlig för blotta ögat där ljusföroreningar ej förekommer. Baserat på parallax enligt Gaia Data Release 2 på ca 6,0 mas, beräknas den befinna sig på ett avstånd på ca 548 ljusår (ca 168 parsek) från solen. Den rör sig bort från solen med en heliocentrisk radialhastighet på ca 13 km/s.

## Egenskaper
HD 34266 är en röd till vit underjättestjärna i huvudserien av spektralklass G8 III. som, på grund av dess stora massa, redan befinner sig på den röda jättegrenen trots en ålder av endast 490 miljoner år. Den har en massa som är ca 2,8 solmassor, en radie som är ca 14 solradier och har ca 141 gånger solens utstrålning av energi från dess fotosfär vid en effektiv temperatur av ca 4 800 K.